# Shyne
Shyne (* 8. November 1978 in Belize City als Jamal Michael Barrow; inzwischen Moses Michael Leviy), auch bekannt als Shyne Po, ist ein Rapper aus Belize.

## Werdegang
Po wuchs im New Yorker Bezirk Flatbush (Brooklyn) auf. Sein Vater Dean Barrow übernahm 2008 das Amt des Premierministers von Belize.
Bislang sind von Shyne zwei Alben erschienen: Shyne im Jahr 2000 und Godfather Buried Alive im Jahr 2004. Außerdem wurden drei "unreleased" Alben veröffentlicht. Es sind auch unzählige Mixtapes erhältlich.
2013 gründete er unter dem Namen Gangland seine eigene Kleidungsmarke.

## Mordversuch und Gefängnis
Nach einer Schießerei in einem New Yorker Nachtclub im Dezember 1999 wurde Shyne wegen versuchten Mordes, fahrlässiger Gefährdung und tätlicher Beleidigung verurteilt. In den Vorfall waren auch P. Diddy und dessen damalige Freundin Jennifer Lopez verwickelt.
Am 1. Juni 2001 trat Shyne seine zehnjährige Haftstrafe im Clinton-Correctional-Facility-Gefängnis in Dannemora an. Im Juni 2005 wurde Shynes Antrag auf eine vorzeitige Entlassung vom Gericht abgewiesen. Über seine Plattenfirma Def Jam wurde 2004 sein zweites Album Godfather Buried Alive veröffentlicht. 2006 konvertierte Shyne im Gefängnis zum Judentum und änderte deswegen seinen Namen „Jamal Barrow“ zu „Moses Michael Leviy“.
Am 6. Oktober 2009 wurde Shyne aus dem Gefängnis entlassen und am 28. Oktober 2009 nach Belize ausgewiesen.

## Diskografie
Alben
- 2000: Shyne
- 2004: Godfather Buried Alive

Singles
- 2000: Bad Boyz (feat. Barrington Levy)
- 2000: That’s Gangsta
- 2001: Bonnie & Shyne (feat. Barrington Levy)
- 2004: More or Less (feat. Foxy Brown)
- 2004: Jimmy Choo (feat. Ashanti)
- 2010: Messiah

Gastbeiträge
- 2004: I Changed My Mind (Keyshia Cole feat. Shyne)